# Maksymilian Rode

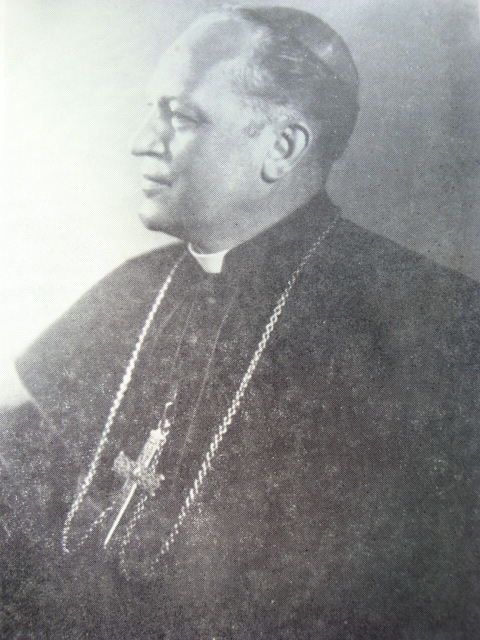
Maksymilian Rode

Maksymilian Rode (* 13. September 1911 in Rogoźno; † 6. Juli 1999 in Warschau) war ein polnischer Bischof der Polnisch-Katholischen Kirche, zuvor römisch-katholischer Priester und Dozent an der Christlich-Theologischen Akademie in Warschau. 

## Leben und Wirken

### Ausbildung
Rode begann 1930 mit philosophischen Studien am Erzbischöflichen Priesterseminar in Gniezno, die er 1932 abschloss, um anschließend in Poznań ein vierjähriges Theologiestudium am Erzbischöflichen Priesterseminar zu beginnen. Am 15. Juni 1935 spendete ihm Bischof Walenty Dymek die Priesterweihe. Seine seelsorgerische Arbeit begann ab Juni 1935 in Swarzędz, 1936 erhielt er am Theologischen Bereich der Jan-Kazimierz-Universität zu Lemberg den Magistertitel, und 1938 am Fachbereich Katholische Theologie der Universität Warschau den Doktortitel. Im Oktober 1938 reiste er nach Louvain (Belgien), um an der Ecole Politiques et Sociales seine Studien der katholischen Soziallehre zu vertiefen.

### Zeit des Nationalsozialismus
Während der deutschen Besetzung Polens hielt er sich anfangs in Niestronno (bei Mogilno) auf, wo er im Zeitraum vom 7. September 1939 bis 12. Dezember 1939 den dort verstorbenen Pfarrer vertrat. Während seines Aufenthaltes in Warschau Anfang 1940 betätigte er sich im Widerstand gegen den Nationalsozialismus. Er bildete geheime Jugendgruppen und organisierte Hilfe für Ausgesiedelte, einschließlich Priester und Nonnen. Außerdem verschickte er Pakete an Personen, die in Konzentrationslagern gefangen gehalten wurden.
Rode war Begründer und Redakteur der Untergrundzeitschriften Kultura Polska und Polityka Społeczna (Sozialpolitik) und er organisierte auch Unterricht im Untergrund. Am 13. August 1944 wurde er durch die Nazis verhaftet und unter anderem ins Konzentrationslager Oranienburg-Sachsenhausen deportiert. Am 27. April 1945 erlebte er seine Befreiung durch US-amerikanische Soldaten.

### Nachkriegszeit
Nach dem Zweiten Weltkrieg wurde Rode Administrator des römisch-katholischen Pfarramtes in Głuszyn, bald danach übernahm er die Stelle eines seelsorgerischen Referenten an der Metropolitankurie in Poznań. Ab Oktober 1945 war er an der Geisteswissenschaftlichen Fakultät der Universität Posen als Dozent tätig. Daneben bekleidete er noch zusätzlich einige kirchliche und gesellschaftliche Ehrenposten. Außerdem war er ab Oktober 1946 Professor am Höheren Institut für Religiöse Kultur, sowie am Erzbischöflichen Priesterseminar in Poznań, dazu noch ab 1948 Chefredakteur der Monatszeitschriften Wiadomości Duszpasterskie (Seelsorgerische Nachrichten) und Miesięcznik Kościelny (Kirchliches Monatsheft), sowie der Wochenzeitung Głos Katolicki (Katholische Stimme). Er führte auch als persönlicher Vertreter des Kardinals August Hlond politische Gespräche mit dem damals regierenden Ministerpräsidenten und Vizeministerpräsidenten der Republik Polen.
1951 entwickelten sich die ersten Missverständnisse zwischen dem Priester Rode und seinem Vorgesetzten, dem Erzbischof Walenty Dymek. Die Ursachen für diese Verstimmungen waren Rodes enttäuschte Hoffnungen beim Erlangen kirchlicher Ehrungen. Seine intimen Kontakte zu Frauen verstärkten noch zusätzlich diesen Konflikt des Priesters mit seinem Erzbischof. Der Konflikt dauerte einige Jahre an und endete damit, dass Rode 1956 den Priesterstand aufgab und heiratete. Das Amt für Glaubensfragen wartete nur auf solch einen Situationsausgang. Denn als einer, der vom Vatikan suspendiert wurde, dazu noch mit dem Ruf eines begabten Organisators, dessen Name im römisch-katholischen Milieu sehr gut bekannt war, wurde Maksymilian Rode für die damalige Staatsmacht der bestgeeignete Kandidat zur Leitung der Polnisch-katholischen Kirche. Bereits am 20. Dezember 1958 wurde er an die Stelle des Generalvikars der Polnisch-katholischen Kirche berufen. Der Rat der Polnisch-katholischen Kirche wählte ihn während seiner Sitzung am 9. Juni 1959 zum Bischof-Ordinarius dieser Kirche. Auf der IV. Gesamtpolnischen Synode, die vom 16. bis 17. Juni 1959 in Warschau stattfand, wurde seine Wahl von der Synode einstimmig bestätigt. Die Bischofsweihe empfing er in der altkatholischen Kathedrale St. Gertrud zu Utrecht am 5. Juli 1959. In den Jahren 1959 bis 1965 war er Leiter der Altkatholischen Sektion der Christlichen Theologischen Akademie Warschau.
Bischof Rode arbeitete seit ihrer Gründung bis Mitte der 1960er Jahre in der internationalen Christlichen Friedenskonferenz (CFK) mit und war Teilnehmer der I. und II. Allchristlichen Friedensversammlung in Prag 1961 und 1964.
Gegenüber dem Primas der Römisch-katholischen Kirche, Stefan Wyszyński, nahm Bischof Rode eine ablehnende Haltung ein. In seinen Presseveröffentlichungen kritisierte er dessen Handlungen und ebenso die von ihm durchgeführten Personalreformen in der Römisch-katholischen Kirche, und er behauptete außerdem noch, der Primas rufe dazu auf, die altkatholischen Kirchen zu zerstören.
Bei der Staatsmacht der Volksrepublik Polen erfreute er sich mit dieser Handlungsweise und seinem Auftreten spürbarer Sympathie. Die Mitgliederzahl in dieser Kirche ist regelmäßig angestiegen, neue Pfarreien aus allen Gegenden Polens kamen ständig hinzu. Aber nach einer gewissen Zeit bemerkte auch die Staatsmacht, dass die Aktivitäten bei Bischof Rode nachließen und die Kirche ihren missionarischen Geist zu verlieren schien. Die Staatsmacht der VR Polen kritisierte, Bischof Rode schaffe keine dynamischen Veränderungen, sondern er vergrößere nur den Vermögens- und Administrationsstand seiner Kirche durch folgende Aufnahme weiterer, mit den römisch-katholischen Bischöfen zerstrittenen Pfarreien in diese Institution. Hinzu kam noch, dass sowohl die Geistlichen als auch einfache Mitglieder seiner Kirche ihrem Oberhaupt gesteigerten Hochmut vorwarfen, desgleichen seine Selbstbezeichnung als Primas. Am 1. November 1965 wurde Bischof Rode zur Amtsaufgabe gezwungen, und Julian Pękała wurde zum neuen Bischof ernannt.
Als sich Bischof Rode dennoch entschloss, am kirchlichen Leben wieder teilzunehmen, vertraute man ihm mehrere Funktionen an. Er war Gerichtsvikar beim Kirchengericht, Mitglied des Rates und im Präsidium des Synodalrates, Mitglied des Pädagogischen Rates beim Synodalrat, Mitglied beim Editionskollegium und anderer Gremien.

## Ehrungen
- Goldenes Verdienstkreuz der Republik Polen
- Offizierskreuz „Orden zur Wiedergeburt Polens“